# واریور پراید
واریور پراید (به معنی افتخار جنگجو) نام رمز گروهی کیت جاسوس‌افزار است. این کیت جاسوس‌افزار، محصول مشترک آژانس امنیت ملی ایالات متحده آمریکا و ستاد ارتباطات دولت بریتانیا است که می‌تواند روی تلفن‌های هوشمند با سیستم‌عامل اندروید یا آیفون نصب شود. وجود این کیت جاسوس افزار در ۲۷ ژانویه ۲۰۱۴ در اسناد افشا شده بدست ادوارد اسنودن آشکار شد.

## کیت‌ها
کیت آیفون، زودتر توسعه داده شده و کد آن از یک کد پایه ناشناس منتقل شد. کیت اندروید پس از آن و در سه‌ماهه سوم سال ۲۰۱۰ (میلادی) با همکاری تشکیلات امنیت ارتباطات کانادا توسعه داده شد. اگرچه کد کیت‌های این دو سکوی رایانش با یکدیگر فرق دارند اما نام پیمانه (Module) همانندی دارند. به نظر می‌رسد که این نام‌ها از داستان مصور اسمورف‌ها گرفته شده‌اند. نام این کیت‌ها و برابر کاربری آنها به شرح زیر است:
- دریمی اسمورف (به انگلیسی: DREAMY SMURF): کار مدیریت نیرو را انجام می‌دهد. بر پایه گاردین یعنی می‌تواند مخفیانه، تلفن همراهی را که ظاهراً خاموش است فعال کند.[۱]
- نُزی اسمورف (به انگلیسی: NOSEY SMURF) یا "میکروفون داغ": میکروفون تلفن را روشن می‌کند تا به گفتگوها گوش دهد.[۱]
- ترَکِر اسمورف (به انگلیسی: TRACKER SMURF) یافتن موقعیت مکانی با دقت بالا[۱]
- پُروس (به انگلیسی: PORUS) روت‌کیت
- پارانُید اسمورف (به انگلیسی: PARANOID SMURF) نرم‌افزار ضد حمله

## توانایی بازیابی
به عنوان توانایی بازیابی پرونده پاک شده، ادعا می‌شود که کیت آیفون می‌تواند هرگونه درونمایه را مانند پیام کوتاه، خدمات پیام چندرسانه‌ای، ایمیل، تاریخچه ناوبری وب، تاریخچه تماس‌های تلفنی، ویدیو، عکس، دفتر آدرس، یادداشت، سالنامه، و هرآنچه که بتوان از گوشی تلفن همراه بدست آورد بازیابی کند. جمله پایانی اسلاید توضیح کارکرد اندروید فرق دارد که نوشته "فکر می‌کنیم می‌توانیم به آن دست یابیم."

## دیگر توانایی‌ها
واریور پراید توانایی‌های رهگیری دیگری نیز دارد که می‌تواند آنرا تنها با رهگیری ترافیک شبکه انجام داد. این رهگیری ترافیک شبکه، شامل گردآوری اطلاعات لو رفته از اپ‌های گوناگون موبایل، گردآوری فراداده (اکسیف) نگاره‌های گرفته شده با تلفن‌های هوشمند که در شبکه‌های اجتماعی بارگذاری می‌شوند، و رهگیری درخواست‌های گوگل مپس برای دسترسی به موقعیت مکانی و دیگر داده‌های کاربران می‌شود.

## هزینه
گفته می‌شود کل هزینه برنامه واریور پراید آژانس امنیت ملی برای هدف‌گیری تلفن‌های هوشمند، یک میلیارد دلار آمریکا است.

## دیگر کاربردها
ظاهراً اینگونه نرم‌افزارها برای چیزهای دیگر نیز بکار می‌روند. نمونه آن بی‌آبرو کردن مسلمانان با افشا بی‌قیدی جنسی آنها در فضای برخط (استفاده از پورنوگرافی) است.